# پژوهشگاه دانش‌های بنیادی

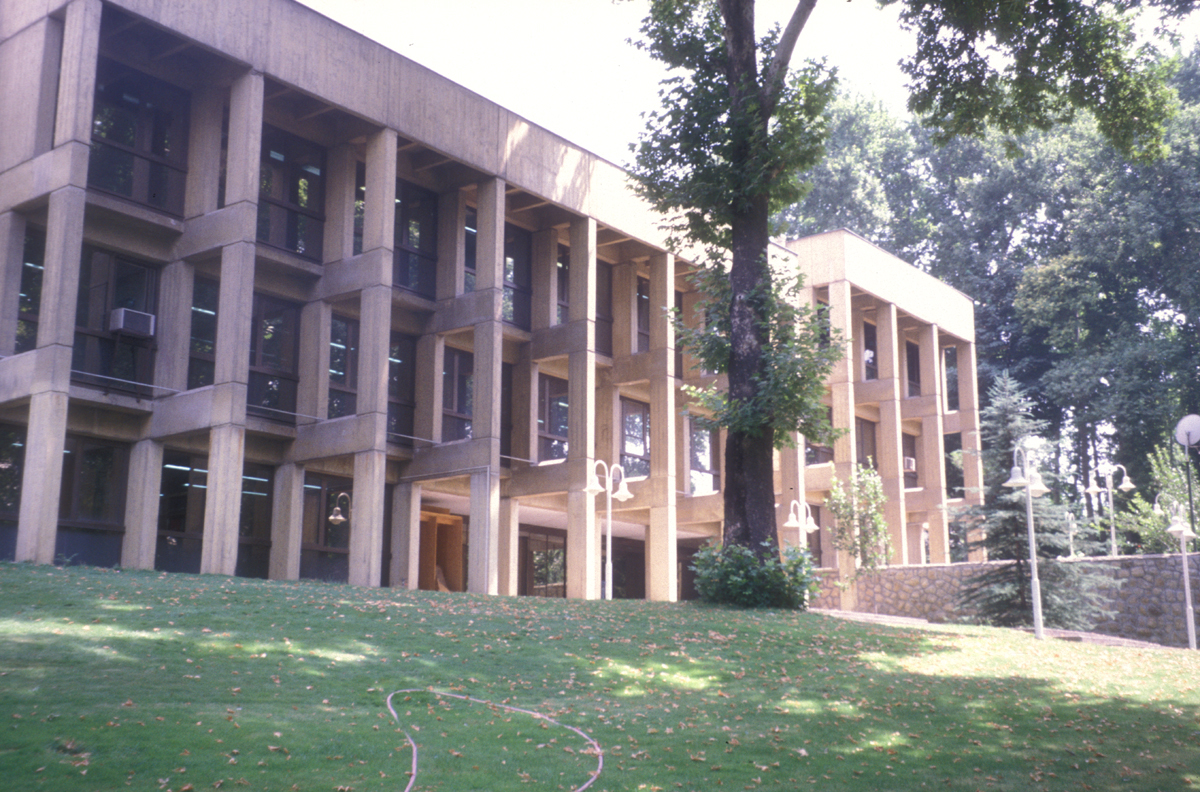
ساختمان پژوهشگاه دانش‌های بنیادی در نیاوران

پژوهشگاه دانش‌های بنیادی (نام سابق: مرکز تحقیقات فیزیک نظری و ریاضیات) پژوهشگاهی دولتی وابسته به وزارت علوم، تحقیقات و فناوری در تهران، ایران است.
هدف اولیه «مرکز تحقیقات فیزیک نظری و ریاضیات»، پیشبرد پژوهش و نوآوری در این دو رشته و فراهم آوردن الگویی برای ترویج و اعتلای فرهنگ پژوهش در سطح کشور بود که فعالیت خود را با ۳ هسته تحقیقاتی در فیزیک نظری و ۳ هسته تحقیقاتی در ریاضیات آغاز کرد. تسری فعالیت این مرکز به حیطه‌های دیگر، منجر به ارتقای مرکز تحقیقات فیزیک نظری و ریاضیات در سال ۱۳۷۶ به پژوهشگاه شد و به این ترتیب «پژوهشگاه دانش‌های بنیادی» در جامعه علمی ایران شناخته شد.

## راه اندازی اینترنت در ایران
این پژوهشگاه اولین سازمان دولتی در ایران است که به شبکه اینترنت متصل شد. همچنین سال‌ها بعد پروژهٔ ثبت دامنه‌های ‎.ir را با همت سیاوش شهشهانی راه‌اندازی کرد.

## پژوهش
پژوهشگاه علاوه بر تحقیقات سالانه و جذب پژوهشگر، پژوهشگر ارشد مقیم و غیرمقیم و دوره پسادکتری، تعداد معدودی دانشجوی دکتری از میان نخبگان را می‌پذیرد. رسالت آموزشی دوره دکتری پژوهشگاه، بی‌نیازی کشور در رشته‌هایی است که دانشگاه‌ها در خصوص تربیت دانشجوی دکتری عملکرد چندان مطلوبی نداشته‌اند یا رشته مورد نظر هنوز در دانشگاه‌ها قوام نیافته باشد. دانشجویان دکتری، بعد از موفقیت در آزمون جامع و دفاع از پروپوزال وفق قوانین و مقررات وزارت عتف، هزینه انجام فرصت مطالعاتی دریافت می‌دارند.

## پژوهشکده‌ها
این پژوهشگاه در حال حاضر با ۹ پژوهشکده در زمینه‌های گوناگون علوم بنیادی با عنوان‌های پژوهشکده ذرات و شتابگرها، پژوهشکده فیزیک، پژوهشکده نجوم، پژوهشکده ریاضیات، پژوهشکده علوم کامپیوتر، پژوهشکده علوم نانو، پژوهشکده فلسفه تحلیلی، پژوهشکده علوم شناختی و پژوهشکده علوم زیستی در حال فعالیت است. طبق اساسنامه پژوهشگاه، مدیریت هر پژوهشکده حداکثر تا ۵ سال توسط ریاست قابل تمدید است.
این پژوهشگاه دارای ۹ پژوهشکده در موقعیت‌های زیر است:
- پژوهشکده ریاضیات در نیاوران[۳]
- پژوهشکده فلسفه تحلیلی در نیاوران[۴]
- پژوهشکده فیزیک در فرمانیه[۵]
- پژوهشکده علوم کامپیوتر در فرمانیه
- پژوهشکده علوم زیستی در فرمانیه
- پژوهشکده علوم نانو در فرمانیه
- پژوهشکده علوم شناختی در باغ لارک
- پژوهشکده نجوم در باغ لارک
- پژوهشکده ذرات و شتابگرها در باغ لارک

## سابقه
ریاست پژوهشگاه از بدو تأسیس تاکنون بر عهده محمدجواد لاریجانی است. ساختمان اصلی این مرکز واقع در ضلع جنوبی میدان نیاوران قبل از انقلاب ۵۷ متعلق به دفتر مخصوص فرح پهلوی بود و ساختمان فرمانیه واقع در ضلع جنوبی چهار راه کامرانیه متعلق به فرمانفرما بوده است.

## به بیرون
- درباره پژوهشگاه دانش‌های بنیادی
- وبگاه رسمی پژوهشگاه